# Liana Cotadze
Liana Cotadze (gruz. ლიანა ცოტაძე; ur. 7 czerwca 1961 w Tbilisi) – gruzińska skoczkini do wody. W barwach ZSRR brązowa medalistka olimpijska z Moskwy.
Zawody w 1980 były jej jedynymi igrzyskami olimpijskimi. Sięgnęła po medal, pod nieobecność sportowców z części krajów tzw. Zachodu, w skokach z dziesięciometrowej wieży.